# ويليس فرنسيس
ويليس فرنسيس (بالإنجليزية: Willis Francis)‏ (26 يوليو 1985 بنوتنغهام في المملكة المتحدة - ) هو لاعب كرة قدم بريطاني في مركز الوسط. لعب مع نوتس كاونتي وغرانتهام تاون ‏ وCarlton Town F.C. ‏ وHucknall Town F.C. ‏ وRainworth Miners Welfare F.C. ‏ وأرنولد تاون وGlapwell F.C. ‏ ورجبي تاون.

## وصلات خارجية
- ويليس فرنسيس على موقع Soccerbase.com (لاعب) (الإنجليزية)